# Keetia lulandensis
Keetia lulandensis är en måreväxtart som beskrevs av Diane Mary Bridson. Keetia lulandensis ingår i släktet Keetia och familjen måreväxter. Inga underarter finns listade i Catalogue of Life.